# Monghidoro
Monghidoro és un municipi situat al territori de la Ciutat metropolitana de Bolonya, a la regió de l'Emília-Romanya, (Itàlia).
Monghidoro limita amb els municipis de Firenzuola, Loiano, Monterenzio, Monzuno i San Benedetto Val di Sambro.

## Galeria

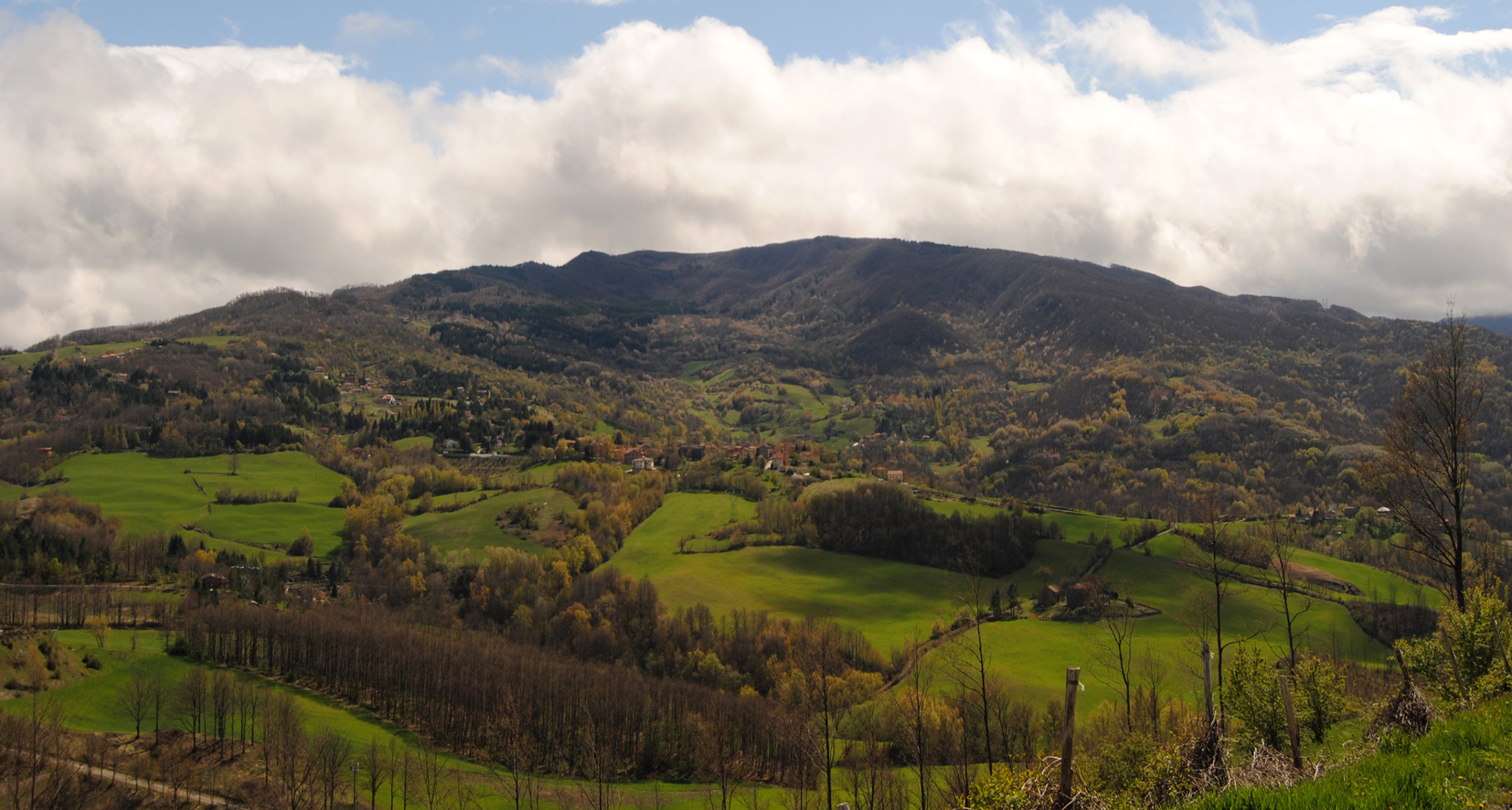
Alpe di Monghidoro
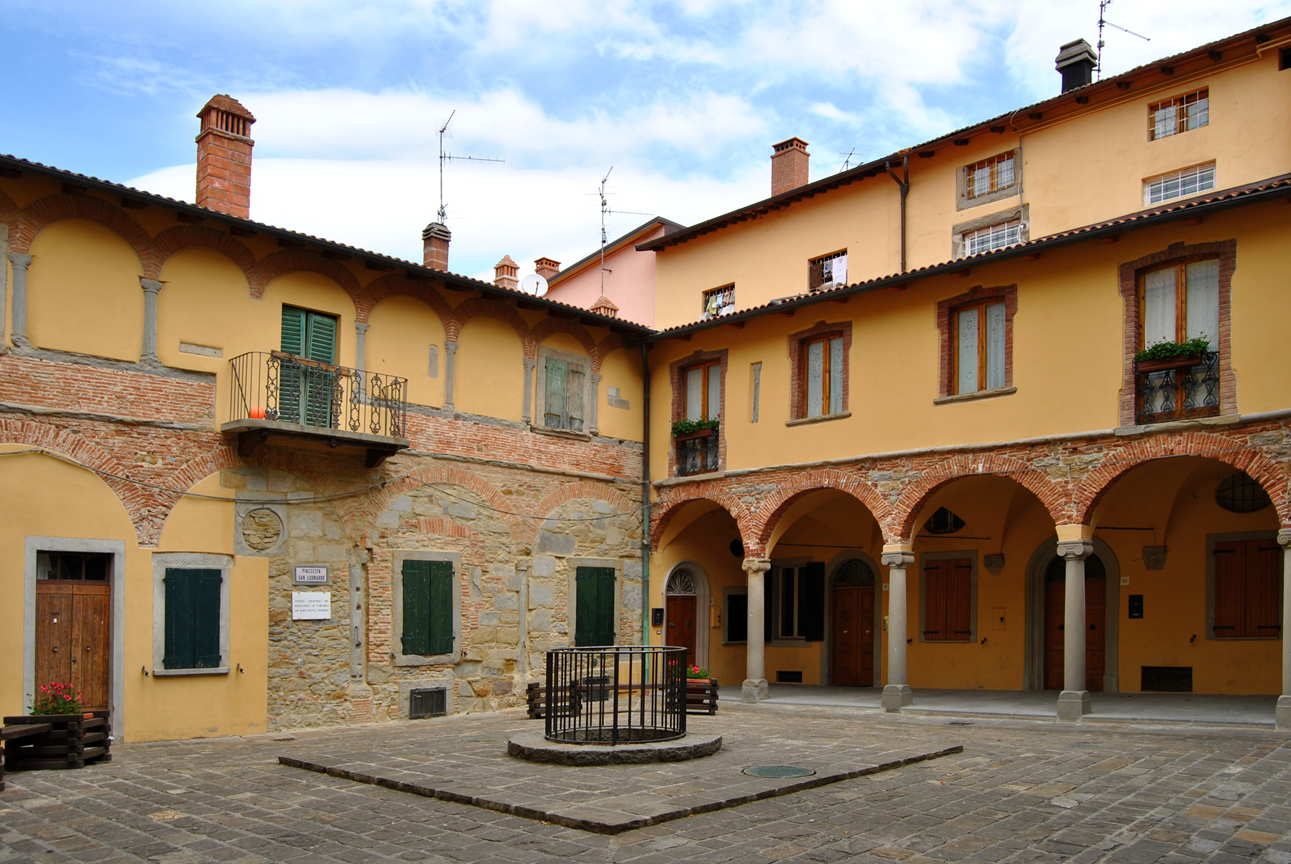
Plaça de St. Leonard
Mapa del municipi dins de la província de Bolonya